# ガンカメラ

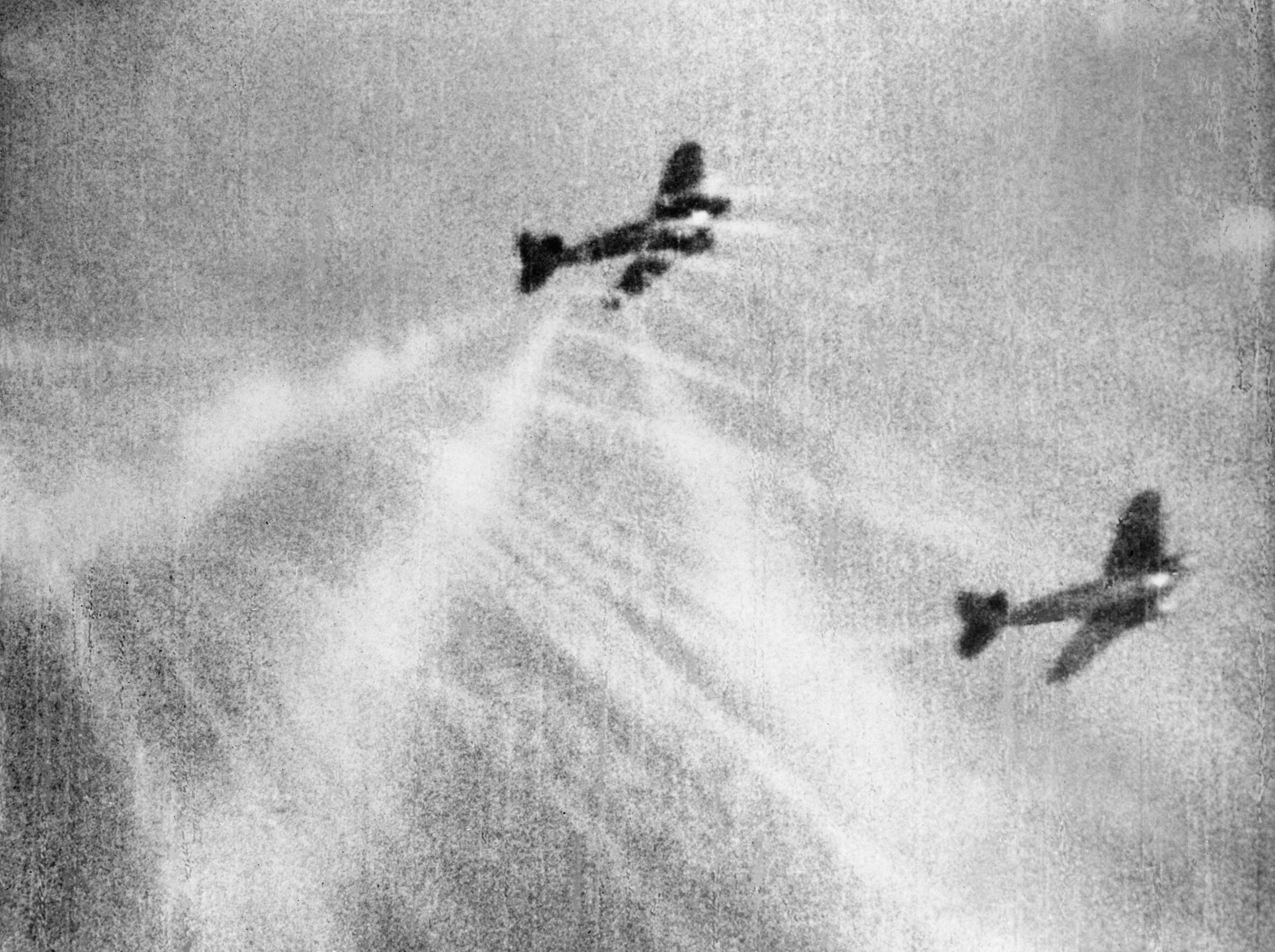
歴史的航空戦「バトル・オブ・ブリテン」における、ガンカメラのフィルム映像記録（その切り取り画像）
ドイツ空軍の爆撃機ハインケル He111を射程に捉えたイギリス空軍戦闘機スピットファイア（カメラ側）の操縦士が機銃のトリガーを操作すると、発砲とガンカメラの作動が同時に始まり、それによって射撃中の戦況が記録された。1940年撮影。

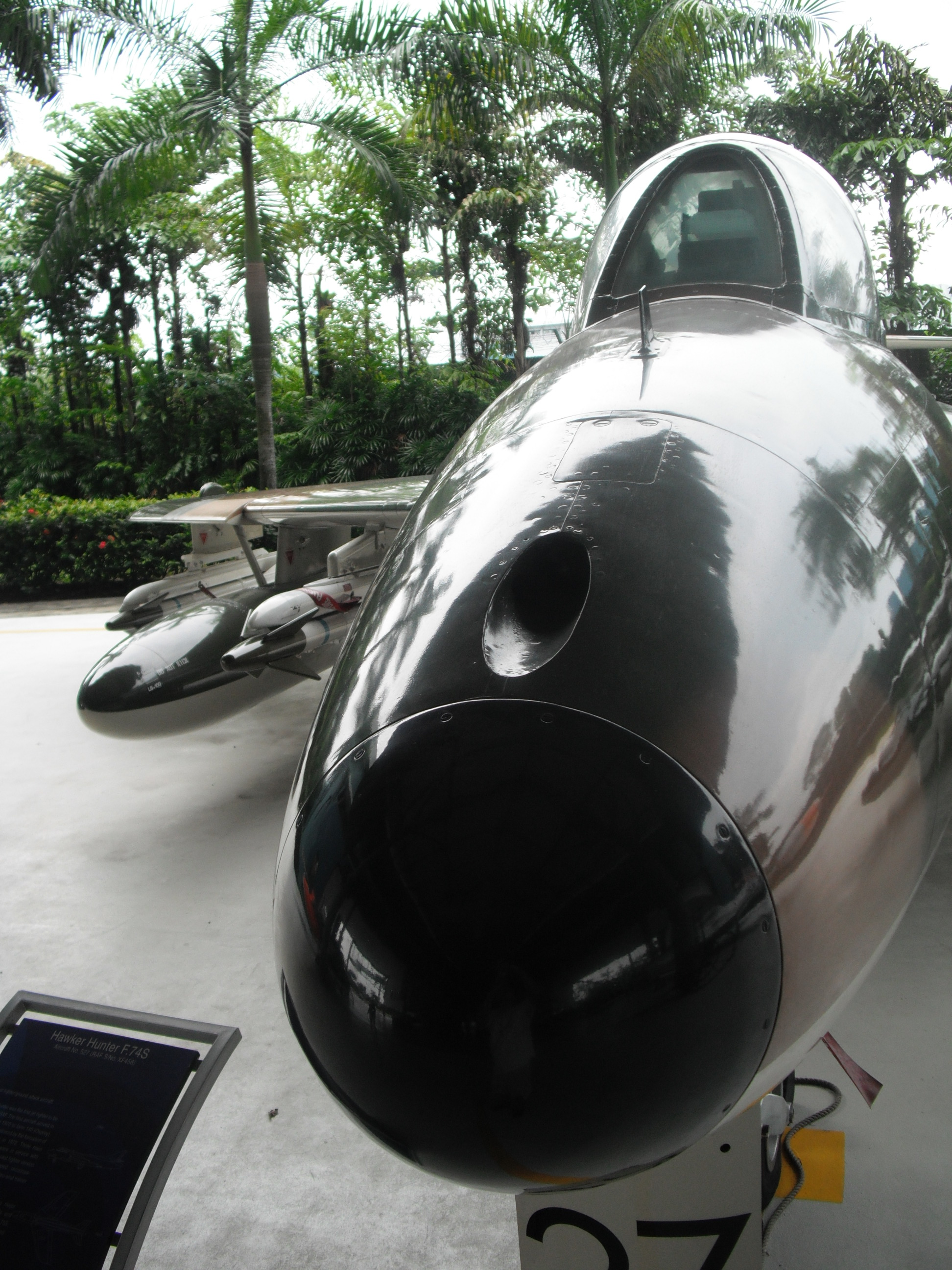
ジェット戦闘機 ホーカー ハンターの機首にある、G-10 ガンカメラの撮影孔／本体は内蔵されていて外からは見えない。

航空軍事の分野でいうところのガンカメラ（英語：gun camera）とは、作戦対象地域（戦場、戦場の想定地・予定地、ほか）や訓練の状況を記録して利用する目的で軍用機に装備される、攻撃機器（機銃やロケット弾）と連動させた映像撮影記録装置である。撮影記録機器（カムコーダ）が攻撃機器の発射機構（引き金など）と連動し、発射装置の作動を起動条件として撮影と記録を自動的に開始する。
攻撃機器と同軸の適所に設置されるもので、形は様々にある。なかには銃器を模したもの（後述）もあり、これのみを指して日本語では「写真銃」ともいう。
※日本語で「マリー式写真銃」もしくは「マリー写真銃」と呼ばれる連続撮影式カメラについては「エティエンヌ＝ジュール・マレー」および「en:Étienne-Jules Marey#Chronophotography」を参照のこと。
※「ガンカメラ」および「写真銃」は多義語であり、上述の定義は原義かつ第1義ではあっても航空軍事上に限った語意である。銃やモデルガン、サバイバルゲームなどの分野で用いられる「ガンカメラ」は機能も用途も大きく異なる。

## 概要
軍用機が装備する攻撃機器（当初は機銃のみ。航空機にロケット弾が搭載されるようになる第二次世界大戦になる以降にはそれも含む）の同軸線上に撮影記録機器（カムコーダ）を装備し、攻撃機器の発射機構（引き金など）に同調させたシステムで、発射機構の作動が発砲とカムコーダの起動に繋がる仕組みになっている。主に戦闘機が敵を撃墜・撃破したことの記録・戦果判定のために使われたり、実射を伴わない訓練での命中判定に利用される。
ガンカメラが初めて用いられたのは、航空機が初めて戦争に用いられた第一次世界大戦のことで、イギリス空軍が本格的に採用した。広く導入され始めたのは1920年代前半で、英語辞書に "gun camera" が新語として初掲載されたのも1920年から1925年までの間とされている。もっとも、ガンカメラが盛んに使われ始めたのは第二次世界大戦からである。アメリカ軍では帰還後にパイロットを集めて上映し、戦果の確認や戦法の改良、新人への教育が行われた。フィルムは全て回収されるものの、戦闘報告書などの書類とは異なり永久に保存されるものでないため、その多くは廃棄等によって散逸してしまっている。廃棄を免れたごく一部のフィルムがアメリカ国立公文書記録管理局に保管されている。
当初は操縦士あるいは銃手や航法士といった同乗者によって小型の手持ち式ムービーカメラが持ち込まれ、操縦士、もしくは同乗者が直接手に持つか、カメラを座席周辺に固定して用いていたが、操縦や戦闘を行いながらカメラを操作することは困難が多いため、翼や胴体に内蔵できるようにした専用のものが開発された。機銃と同じ寸法と外装を持つようにデザインされ、軍用機の固定武装と置き換える形で機銃の搭載位置にそのまま装備できるようにしたものも登場した。この方式のものでは、イギリスで開発・製造された、ルイス軽機関銃の航空機搭載型を模したもの（ハイス MkIII ガンカメラ）、ドイツで開発・製造された、LMG08/15航空機関銃を模したもの（マシーネンゲヴェーアカメラ エルネマン）が著名である。日本では、同じく航空機搭載型機関銃を模した外観を持つ、翼上もしくは旋回銃架に装備する訓練用のものが、六櫻社（ろくおうしゃ。コニカの前身）によって開発・製造され、「八九式活動写真銃（旧字体表記：八九式活動寫眞銃）」の名で日本軍の装備となった。

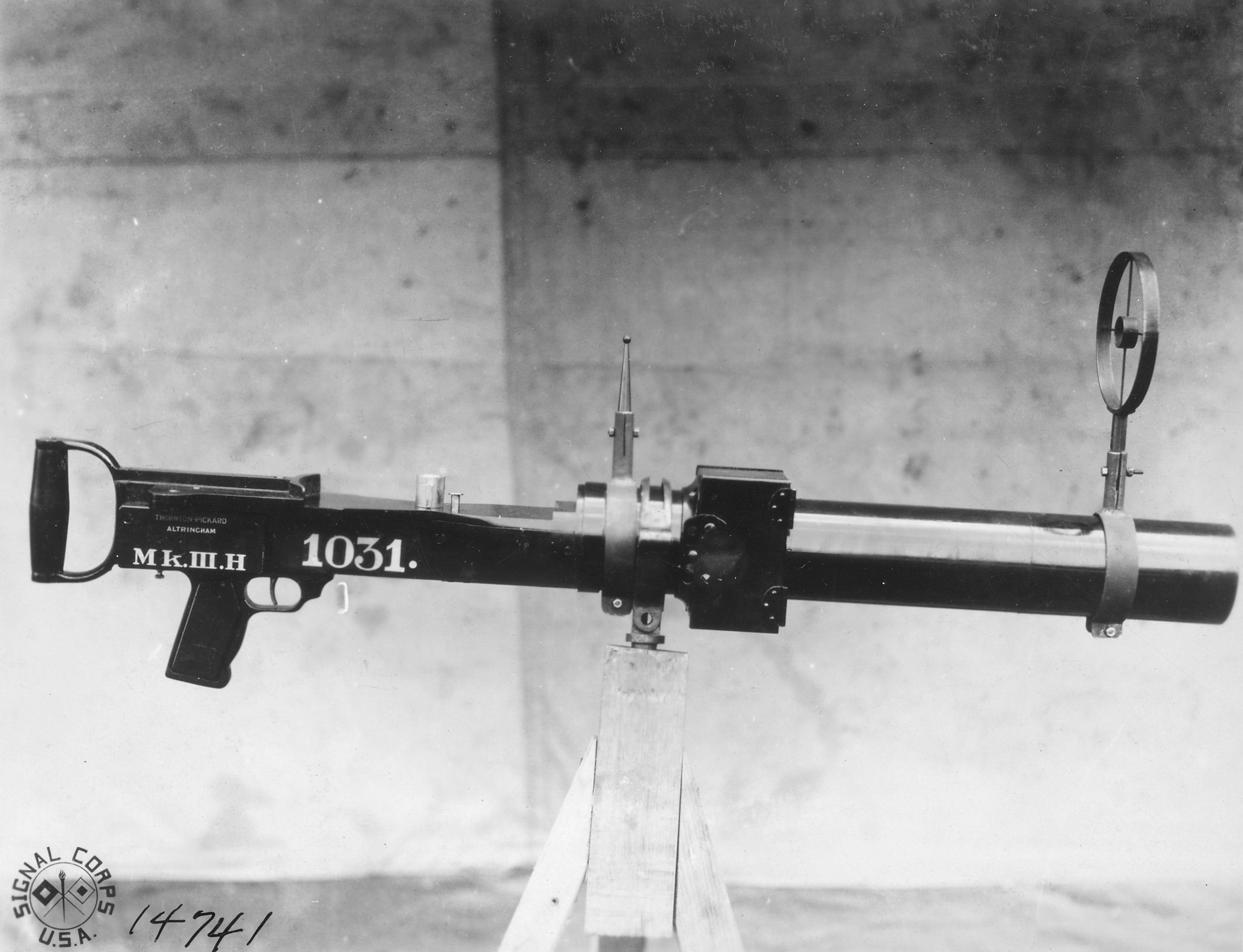
イギリスはハイス社製のガンカメラ、ハイス MkIII ガンカメラ[* 2]。
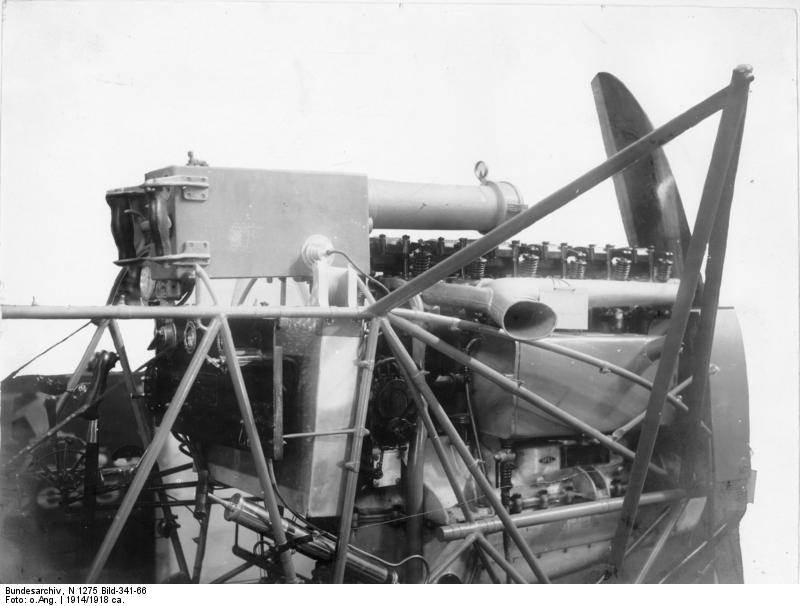
ドイツの複葉戦闘機に搭載されたガンカメラ／機体はフォッカー D.VII。ガンカメラはエルネマン社の、マシーネンゲヴェーアカメラ エルネマン[* 3]。
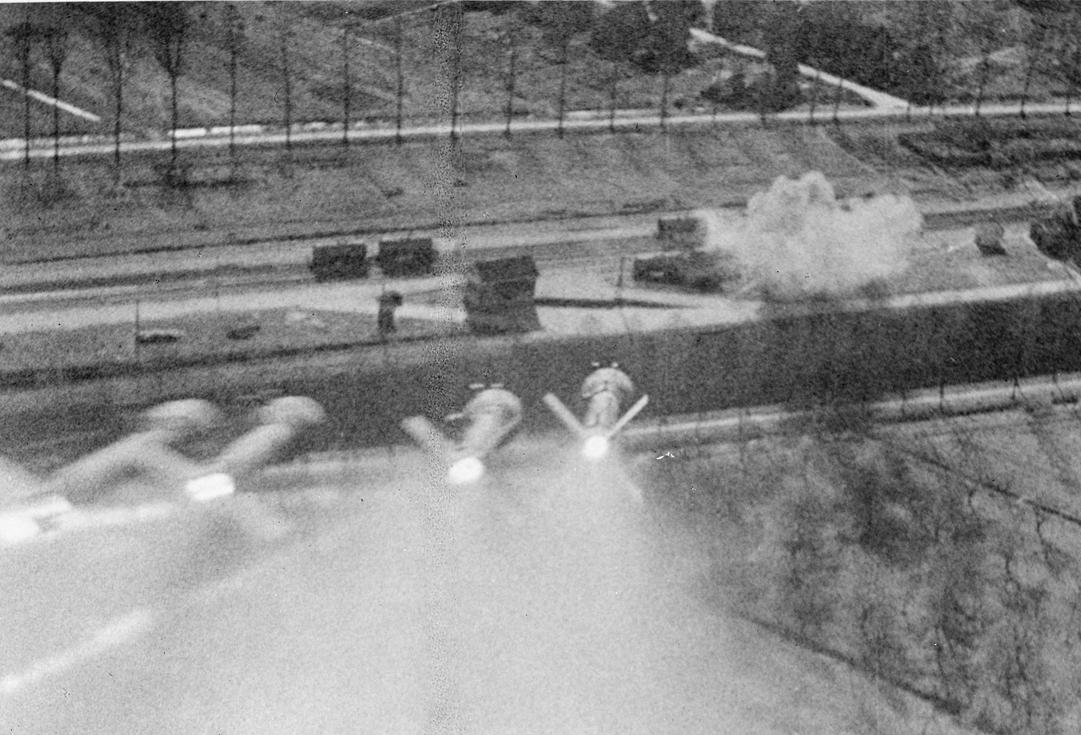
イギリスの戦闘機 ホーカー タイフーンが鉄道貨車に向けてロケット弾を発射した際のフィルム映像記録（その切り取り画像）／時は1945年、場所はドイツ北西部のノルトホルン（英語版）近郊。

現代においては戦闘機や攻撃ヘリなどの火器管制装置（目標に照準を合わせて武装を操作するための装置）自体が暗視装置などと複合されたテレビカメラと同様の機能を持っており、別個に録画装置があるのではなく、装置自体に録画機能があることが一般的である。
後に電子的な動画撮影装置（ビデオカメラ）が非常に小型、かつ高性能なものとなったため、発砲の正当性の証明や裁判での証拠とするために、警察をはじめとした法執行機関の装備する拳銃や短機関銃、自動小銃といった執行装備に、本来の用途を妨げることなくビデオカメラを装着する事が可能になり、銃の使用と発砲の正当性が問われることの多い警察組織を中心に、特に使用される機会の多い拳銃に装着する小型のビデオカメラの導入が模索されている。これらの銃器装着型カメラも「ガンカメラ」と称される。

## ストライクカメラ

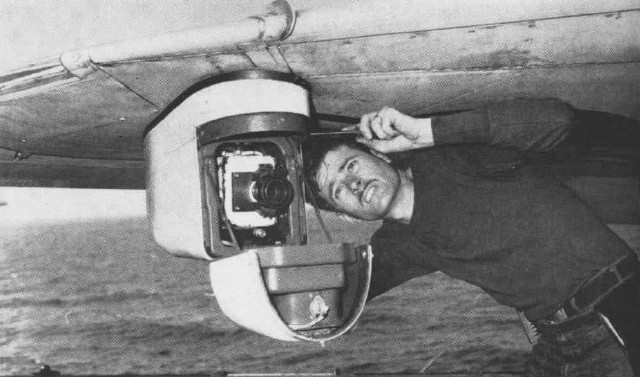
主翼に装備されたストライクカメラ／このタイプは、カムコーダ本体と、カムコーダを収納して主翼に固定しつつ攻撃機器と連動させるカメラポッドからなる。機体は艦上攻撃機であるダグラス A-4E スカイホーク（アメリカ海軍所属）で、1965年撮影。

ストライクカメラ（英語：strike camera）とは、ガンカメラと同種の映像撮影記録装置で、爆撃機に装備されるものをいう。爆弾投下装置の作動を起動条件として撮影と録画が自動的に開始されるもので、投弾目標地点を画角の中心に捉え、投下されていく状況を記録する。ガンカメラ同様、記録や効果判定に用いられるが、こちらは爆弾の投下に特化している。その意味で厳密には「ガンカメラ」ではないが、同様のものとして大量の記録映像が撮影された。